# نیو هارمونی (تگزاس)
نیو هارمونی (به انگلیسی: New Harmony) یک منطقهٔ مسکونی در ایالات متحده آمریکا است که در شهرستان اسمیت، تگزاس واقع شده‌است. نیو هارمونی ۱۴۹٫۹۶ متر بالاتر از سطح دریا واقع شده‌است.